# Солвей
 Тази статия е за белгийската компания.  За нейния основател вижте Ернест Солвей.  
Солвей (на френски: Solvay) е белгийска химическа компания.
Основана е през 1863 г. от Ернест Солвей, за да внедри в промишлеността патентования от него метод за производство на сода. В началото на 21 век компанията произвежда три основни групи продукти – фармацевтика, неорганична химия и пластмаси.
Обемът на продажбите на групата Солвей за 2007 г. е 9,6 милиарда евро. Тя включва повече от 400 подразделения в над 50 страни, в които работят около 30 хиляди души. Част от групата Солвей е и заводът за сода „Солвей Соди“ в град Девня, България.